# Гремяченское сельское поселение
Гремя́ченское се́льское поселе́ние — муниципальное образование в Хохольском районе Воронежской области Российской Федерации.
Административный центр сельского поселения — село Гремячье.

## История
Законом Воронежской области от 13 апреля 2015 года № 40-ОЗ Гремяченское и Рудкинское сельские поселения преобразованы путём объединения в Гремяченское сельское поселение с административным центром в селе Гремячье.

## Население
| 2010  | 2012  | 2013  | 2014  | 2015  | 2016  | 2017  |
| ----- | ----- | ----- | ----- | ----- | ----- | ----- |
| 3502  | ↗3517 | ↗3548 | ↗3616 | ↗3636 | ↗4660 | ↗4680 |
| 2018  | 2021  |       |       |       |       |       |
| ↗4736 | ↘4554 |       |       |       |       |       |

## Состав сельского поселения
| № | Населённый пункт | Тип населённого пункта       | Население |
| - | ---------------- | ---------------------------- | --------- |
| 1 | Гремячье         | село, административный центр | ↗3441     |
| 2 | Дмитриевка       | село                         | ↘129      |
| 3 | Ивановка         | село                         | ↘75       |
| 4 | Рудкино          | село                         | ↘921      |

### Известные уроженцы
Чурсанов Иван Михайлович (1913—1945) — Герой Советского Союза. Родился в селе Гремячье. На родине установлен бюст и названа одна из улиц.